# Kate Bradbury Griffith
Kate Bradbury Griffith, también conocida como Kate Griffith (de soltera Bradbury) (26 de agosto de 1854 - 2 de marzo de 1902) fue una egiptóloga británica que colaboró en el desarrollo inicial de la Egypt Exploration Society y del Departamento de Egiptología del University College de Londres (UCL).

## Biografía
Bradbury nació en Ashton-under-Lyne, cerca de Mánchester (Reino Unido), hija de Elizabeth Ann Tomlins y de Charles Timothy Bradbury.
Bradbury fue una de las primeras promotoras del Egypt Exploration Fund (EEF), fundado en 1882 para apoyar las excavaciones británicas en Egipto. Su amiga, la periodista y viajera Amelia Edwards, fue miembro fundador del EEF, y en 1890 Bradbury la acompañó en una gira de conferencias por América, donde Edwards promocionaba y recaudaba fondos para el EEF. Fue miembro del Comité y una de las secretarias locales del Fondo, ayudando a reunir suscripciones en Gran Bretaña en nombre del Fondo.
Cuando Edwards murió en 1892, Bradbury se convirtió en su albacea. En su testamento, Edwards donó su colección de antigüedades egipcias al University College de Londres. También proporcionó la financiación para la creación de la Cátedra Edwards de Arqueología y Filología Egipcias. El arqueólogo William Matthew Flinders Petrie fue el primer titular. Un antiguo alumno de Petrie, Francis Llewellyn Griffith, llegó al UCL para enseñar la lengua egipcia antigua.
Kate Bradbury siguió contribuyendo a la egiptología. Proporcionó vitrinas adicionales para albergar la Colección Edwards en el UCL, y coordinó el desembalaje de las antigüedades y su colocación en las vitrinas. Se casó con Griffith en 1896 y colaboró con él en las traducciones de textos egipcios antiguos, que se publicaron en la obra A Library of the World's Great Literature (9 volúmenes, 1896). También tradujo del alemán Egyptian Doctrine of Immortality de Alfred Wiedemann (1895) y Religion of the Ancient Egyptians (1897) .
Bradbury Griffith ayudó a Norman de Garis Davies a ser copista en la excavación de Petrie en Dendera durante la temporada 1897-1898. Los Griffith vivieron juntos en la casa del padre de Kate, cerca de Mánchester. Griffith fue nombrada para el puesto de profesora honoraria de egiptología en la Universidad de Mánchester. Sin embargo, Bradbury Griffith continuó su relación con el UCL, aportando fondos para la Biblioteca Edwards, que albergaba una creciente colección de libros de egiptología. Murió en marzo de 1902.